# Жалагаський сільський округ (Кегенський район)
Жалага́ський сільський округ (каз. Жалағаш ауылдық округі, рос. Жалагашский сельский округ) — адміністративна одиниця у складі Кегенського району Алматинської області Казахстану. Адміністративний центр — село Жалагаш.
Населення — 4266 осіб (2021; 5470 у 2009, 5799 у 1999, 7187 у 1989).
Станом на 1989 рік існувала Жаланаська сільська рада (села Жайдакбулак, Жаланаш, Тогизбулак). До 2024 року сільський округ називався Жаланаським.

## Склад
До складу округу входять такі населені пункти:
| Населений пункт   | Населення, осіб (1989) | Населення, осіб (1999) | Населення, осіб (2009) | Населення, осіб (2021) |
| ----------------- | ---------------------- | ---------------------- | ---------------------- | ---------------------- |
| Жайдакбулак, село | 446                    | 275                    | 328                    | 250                    |
| --Ортамерке       | -                      | -                      | -                      | 8                      |
| Жалагаш, село     | 5255                   | 4076                   | 3691                   | 2964                   |
| --Аганас          | -                      | -                      | -                      | 9                      |
| --Тазбас          | -                      | -                      | -                      | 5                      |
| Тогизбулак, село  | 1486                   | 1448                   | 1451                   | 983                    |
| --Актогай         | -                      | -                      | -                      | 12                     |
| --Арал            | -                      | -                      | -                      | 6                      |
| --Жуантобе        | -                      | -                      | -                      | 8                      |
| --Ортабаз         | -                      | -                      | -                      | 10                     |
| --Тасбаз          | -                      | -                      | -                      | 9                      |
| --Шетмерке        | -                      | -                      | -                      | 2                      |